# Кобелева, Наталия Захаровна
Наталия Захаровна Кобелева (Касаткина) (15 августа 1918 года — ?) — звеньевая виноградарского совхоза имени Молотова Министерства пищевой промышленности СССР, Анапский район Краснодарского края. Герой Социалистического Труда (26.09.1950).

## Биография
Родилась 15 августа 1918 года на территории Курской губернии (позднее — Больше-Полянского района Липецкой области) в семье крестьянина. Русская.
С 1941 года трудилась рабочей виноградарской бригады совхоза имени Молотова Анапского района Краснодарского края.
После освобождения Кубани от немецко-фашистских захватчиков Наталия Захаровна участвовала в восстановлении полностью разрушенного в период оккупации совхозного хозяйства.
Позже она возглавила виноградарское звено, которое по итогам работы в 1949 году получило урожай винограда 91,5 центнера с гектара на площади 6 гектаров.
Указом Президиума Верховного Совета СССР от 26 сентября 1950 года за получение высоких урожаев винограда в 1949 году Кобелевой Наталии Захаровне присвоено звание Героя Социалистического Труда с вручением ордена Ленина и золотой медали «Серп и Молот».
Этим же указом ещё 19 тружеников совхоза имени Молотова были удостоены высокого звания, в том числе и директор П. В. Яворский.
В последующие годы звено Н. З. Кобелевой (в замужестве) продолжало собирать высокие урожаи солнечной ягоды в совхозе, переименованном в 1957 году в имени Ленина.
Проживала в Краснодарском крае. Дата смерти не установлена. Похоронена на Незамаевском кладбище станицы Незамаевская.

## Награды
- Медаль «Серп и Молот» (26.09.1950);
- Орден Ленина (26.09.1950).
- Медаль «В ознаменование 100-летия со дня рождения Владимира Ильича Ленина» (6 апреля 1970)
- Медаль «Ветеран труда»
- медалями ВСХВ и ВДНХ
- и другими
- Отмечена грамотами и дипломами.

## Память

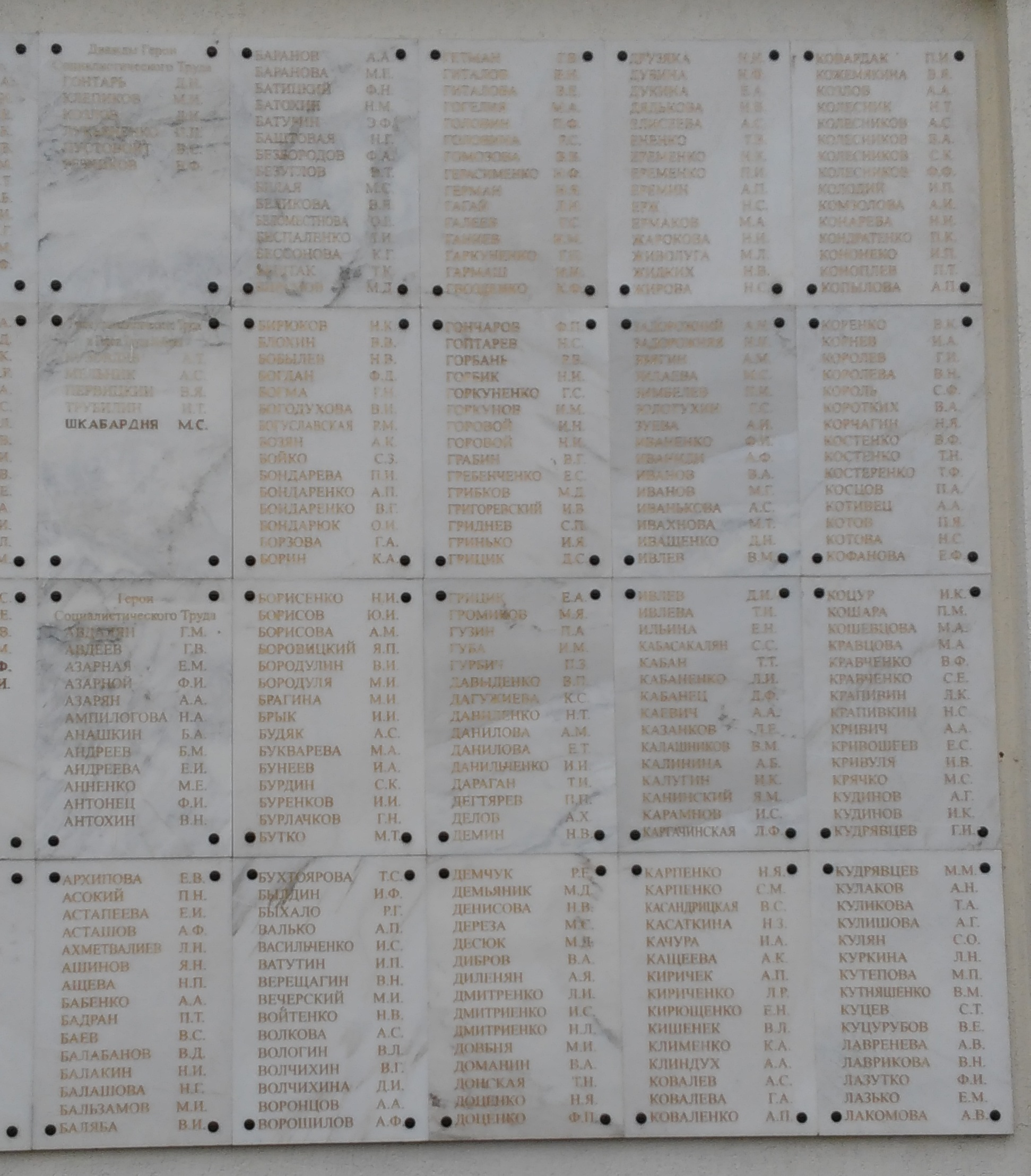
Мемориальная доска с именами Героев Социалистического Труда Кубани и Адыгеи. Краснодар 2017

- На могиле установлен надгробный памятник.
- Имя Героя золотыми буквами вписано на мемориальной доске в Краснодаре.